# Myolepta circularis
Myolepta circularis är en tvåvingeart som först beskrevs av Hull 1941.  Myolepta circularis ingår i släktet parkblomflugor, och familjen blomflugor. Inga underarter finns listade i Catalogue of Life.